# Adrián Campos Jr.
Adrián Campos Jr (ur. 5 października 1988 w Walencji) – hiszpański kierowca wyścigowy.

## Kariera
Campos rozpoczął karierę w wyścigach samochodowych w 2005 roku, od startów w Master Junior Formula. Zwyciężył tam w trzech wyścigach, a w ośmiu stawał na podium. Uzbierane 348 punktów dało mu 6. miejsce w klasyfikacji generalnej. W późniejszych latach dołączył również do stawki Hiszpańskiej Formuły 3, Firestone Indy Lights oraz Auto GP.

## Statystyki
| Sezon | Seria                                    | Zespół                    | Wyścigi | Zwycięstwa | PP | NO | Podium | Punkty | Pozycja |
| ----- | ---------------------------------------- | ------------------------- | ------- | ---------- | -- | -- | ------ | ------ | ------- |
| 2005  | Master Junior Formula                    |                           | 20      | 3          | 0  |    | 8      | 348    | 6       |
| 2005  | Hiszpańska Formuła 3                     | Campos Racing             | 1       | 0          | 0  | 0  | 0      | 0      | NS      |
| 2006  | Hiszpańska Formuła 3 Copa de España F300 | Escuela Profiltek-Circuit | 14      | 3          | 3  |    | 9      | 89     | 3       |
| 2006  | Hiszpańska Formuła 3                     | Escuela Profiltek-Circuit | 14      | 0          | 0  | 0  | 0      | 2      | 18      |
| 2007  | Hiszpańska Formuła 3                     | Campos Racing             | 14      | 0          | 0  | 0  | 2      | 42     | 10      |
| 2008  | Hiszpańska Formuła 3                     | Campos Racing             | 17      | 1          | 0  | 1  | 3      | 59     | 8       |
| 2009  | European F3 Open                         | Campos Racing             | 16      | 2          | 2  | 1  | 3      | 76     | 4       |
| 2010  | Firestone Indy Lights                    | Team Moore Racing         | 13      | 0          | 0  | 0  | 1      | 307    | 6       |
| 2011  | Auto GP                                  | Campos Racing             | 5       | 0          | 0  | 0  | 0      | 12     | 16      |